# Lily Montagu
Lilian Helen "Lily" Montagu, CBE (22 de diciembre de 1873 − 22 de enero de 1963) fue la primera mujer en tener una actuación protagónica en el Judaísmo reformista. También participó en el movimiento sufragista junto a su hermana Henrietta Franklin a través de la Liga Judía por el Sufragio Femenino.

## Biografía
Lily Montagu fue la sexta de 10 hermanos, hija de Ellen Cohen Montagu (1843–1919) y Samuel Montagu (1832–1911). Su padre fue fundador de Samuel Montagu & Co., un banco mercantil. Fue también un político liberal que llegó a ser miembro de la Casa de los Comunes de 1885 a 1900, por Whitechapel, un distrito pobre del East End de Londres.
Creció en un hogar judío ortodoxo, dedicado a la ayuda a los pobres tanto como al progreso de las instituciones judías. Su hermano mayor, Louis, fue también un financista y activista político, fundador de la Liga de Judíos Británicos ("League of British Jews") opuesto a la creación del Estado de Israel. otro de sus hermanos fue Edwin, político liberal casado con Venetia Stanley. Dos de sus sobrinos también fueron miembro del Parlamento: Sir Stuart Samuel, juez de paz londinense, y Herbert Louis Samuel, Alto Comisionado para Palestina luego de la Declaración de Balfour y finalmente Secretario de Estado.
Lily Montagu también recibió influencias de Claude Montefiore, un filántropo y académico reformista. Hasta los 15 años asistió al Doreck College y recibió educación privada a partir de entonces.
En 1983 fundó el West Central Jewish Girls Club (que más tarde se fundió con el "Jewish Lads' and Girls' Brigade"). Tuvo mucha actividad social, en particular enfocada hacia los problemas del desempleo, la explotación laboral y malas condiciones habitacionales.
En 1901 y 1902, Montagu trabajó para formar la Unión Religiosa Judía en Londres. La Unión construyó su primer sinagoga en Londres y ayudó a fundar la Unión Mundial para el Judaísmo Reformista ("World Union for Progressive Judaism"). Luego del retiro de Leo Baeck, Montagu sirvió por un breve período como presidente de la Unión, antes de la designación de Solomon Freehof.

## Lecturas
- Meyer, Michael A. (1998).  Wayne State Univ. Press, ed. Response to modernity : a history of the Reform Movement in Judaism (en inglés). Detroit. ISBN 978-0814325551.
- Fred Skolnik (ed.). Encyclopaedia Judaica (en inglés). 12. (2. edición). Detroit [u.a.]: Thomson Gale. p. 265. ISBN 9780028659282.